# Edgardo Bruna
Edgardo Bruna del Campo (Santiago, 8 de febrero de 1943-ibíd., 19 de marzo de 2017) fue un actor, director de teatro y activista social chileno, reconocido por su larga trayectoria en variadas producciones y obras dramáticas. 

## Biografía
Estudió en el Liceo Experimental Manuel de Salas y en el Liceo de Hombres de San Felipe.  En 1963 ingresó a la carrera de actuación en la Universidad de Chile, donde tuvo como maestros a figuras del teatro nacional como Patricio Bunster, Eugenio Guzmán y Agustín Siré. Gracias a una beca, viajó a Estados Unidos para perfeccionarse en arte dramático en la Universidad de California, donde vivió el movimiento hippie a fines de la década de 1960. Decidió volver a Chile en 1971 para estar presente en el gobierno del presidente Salvador Allende. Posteriormente, tras el Golpe Militar de 1973, partió a México, donde estuvo radicado cinco años.
Antes de dedicarse a la actuación, fue músico y participó en el conjunto folclórico Los Paulos, junto con Pedro Messone. La agrupación ganó la competencia folclórica del Festival Internacional de Viña del Mar de 1966 con el tema «La burrerita».
Debutó en teleseries en 1984 con Los títeres de Canal 13. Durante la década de 1990, se integró a  TVN en telenovelas como, el malvado Fernando Bernard en Rojo y miel (1994), el estafador Renacuajo en Tic tac (1997), el patrón de fundo Fernando Guerra en Aquelarre (1999), Don Clinton en Amores de mercado (2001) y José, el Rey del Mote con Huesillos en Purasangre (2002). También participó en varias series como Los archivos del cardenal, Prófugos, Ecos del desierto y Príncipes de barrio. Antes de fallecer había alcanzado a grabar Casa de Angelis.
Fue presidente del Sindicato de Actores y Actrices de Chile (Sidarte), presidente de la Unión Nacional de Artistas y consejero de Chile Actores. En 2013 fue candidato a consejero regional representando al PRO por la Región Metropolitana, donde no resultó elegido.

## Muerte
Edgardo Bruna murió el 19 de marzo de 2017 a la edad de 74 años, tras sufrir un infarto al miocardio en su casa a las 16:00 horas.
El 22 de marzo, el Senado de Chile le rindió un homenaje por su labor que tuvo el artista en el Sindicato de Actores de Chile y su activa participación en la elaboración del proyecto que en ese entonces se tramitaba en la Comisión de Desafíos del Futuro, Ciencia, Tecnología e Innovación, que crea el Ministerio de Ciencia y Tecnología.

## Filmografía

### Cine
- ¡Viva el novio! (1990) - Roberto Lombardi
- Dos mujeres en la ciudad (1990) - Profesor
- Amelia Lópes O'Neill (1991)
- El seductor (2004) - Catar
- El socio (2004) - Walter Davis
- Las golondrinas del altazor (2006)
- El clavel negro (2007) - Propietario de Hotel
- Oculto en la oscuridad (2007) - Padre de Mariana
- The Black Pimpernel (2007) - Propietario de Hotel
- Teresa (2009) - Federico Wilms
- La lección de pintura (2011) - Bechard
- Aftershock (2012) - Operario gruñón
- El vuelo de los cuervos (2013) - Don Efraín
- El árbol magnético (2013) - Tata
- El inquisidor (2015) - Gaspar
- Pinochet boys (2016)
- Nunca vas a estar solo (2016) - Bruno
- Ausencia (2019) - Intendente Concha

## Televisión
| Año  | Título                | Papel                 | Canal               |
| ---- | --------------------- | --------------------- | ------------------- |
| 1983 | Las herederas         | Nelson                | Canal 13            |
| 1984 | Los títeres           | Julio Barros          | Canal 13            |
| 1986 | Secreto de familia    |                       | Canal 13            |
| 1990 | Acércate más          | Mauricio Montero      | Canal 13            |
| 1990 | El milagro de vivir   | Harold Stevens        | Televisión Nacional |
| 1991 | Volver a empezar      | Germán Yáñez          | Televisión Nacional |
| 1992 | Fácil de amar         | Raúl                  | Canal 13            |
| 1993 | Jaque mate            | Ernesto Quesney       | Televisión Nacional |
| 1993 | Ámame                 | Sergio Hernández      | Televisión Nacional |
| 1994 | Rojo y miel           | Fernando Bernhardt    | Televisión Nacional |
| 1995 | Amor a domicilio      | Raúl Díaz             | Canal 13            |
| 1996 | Adrenalina            | Igor Hormazábal       | Canal 13            |
| 1997 | Tic tac               | Renato Puig           | Televisión Nacional |
| 1998 | Borrón y cuenta nueva | León Costa            | Televisión Nacional |
| 1999 | Aquelarre             | Fernando Guerra       | Televisión Nacional |
| 2000 | Santo ladrón          | Federico Quiroga      | Televisión Nacional |
| 2001 | Amores de mercado     | Clinton Midesraub     | Televisión Nacional |
| 2002 | Purasangre            | José Reyes            | Televisión Nacional |
| 2003 | Pecadores             | Safanor Pérez         | Televisión Nacional |
| 2004 | Destinos cruzados     | Raimundo Goycolea     | Televisión Nacional |
| 2005 | Versus                | Nuncio Chaparro       | Televisión Nacional |
| 2006 | Floribella            | Eugenio Zaldívar      | Televisión Nacional |
| 2006 | Disparejas            | Tololo Romero         | Televisión Nacional |
| 2007 | Amor por accidente    | Ernesto Urrutia       | Televisión Nacional |
| 2008 | Hijos del Monte       | Eleuterio Mardones    | Televisión Nacional |
| 2009 | Los ángeles de Estela | Máximo Alcázar        | Televisión Nacional |
| 2011 | Peleles               | Fernando Varas        | Canal 13            |
| 2011 | Maldita               | Joaquín Ibáñez        | Mega                |
| 2012 | Dama y obrero         | Mariano Villavicencio | Televisión Nacional |
| 2013 | Secretos en el jardín | Aníbal Lastra         | Canal 13            |
| 2014 | Valió la pena         | Raúl García           | Canal 13            |
| 2014 | Pituca sin lucas      | Exequiel Santibáñez   | Mega                |
| 2015 | Eres mi tesoro        | Ángel Riquelme        | Mega                |

| Año        | Título                                | Papel                              | Canal       |
| ---------- | ------------------------------------- | ---------------------------------- | ----------- |
| 1995-1997  | Tuti Cuanti                           | Varios Personajes                  | Canal 13    |
| 1996       | Madre e hijo                          | Roberto                            | TVN         |
| 1997       | Brigada Escorpión                     | Leyton                             | TVN         |
| 1998       | Mi abuelo, mi nana y yo               | Isidoro Manterola                  | TVN         |
| 1999       | Los Carcamo                           | Alfonso Irarrázaval                | Canal 13    |
| 2005, 2006 | Tiempo final: en tiempo real          | Ángel / Padre de Karina            | TVN         |
| 2006       | El aval                               | Losada                             | TVN         |
| 2008       | Paz                                   | Domingo Santa María                | TVN         |
| 2010       | La Tirana                             | Ramiro Eyzaguirre                  | TVN         |
| 2010       | Adiós al séptimo de línea             | Joaquín Godoy Cruz                 | Mega        |
| 2011       | 12 días que estremecieron a Chile     | Orlando Sotomayor / Roberto Parada | Chilevisión |
| 2011       | Cartas de mujer                       | Arturo Alessandri                  | Chilevisión |
| 2011-2013  | Prófugos                              | Luis Serrano                       | HBO         |
| 2011-2014  | Los archivos del cardenal             | Marco Sarmiento                    | TVN         |
| 2012       | El diario secreto de una profesional  | Gustavo García                     | TVN         |
| 2012       | Vida por vida                         | Sergio Mackenna                    | Canal 13    |
| 2012       | Solita camino                         | Pedro Pablo                        | Mega        |
| 2012       | Infieles: «La Revelación del Ascenso» | Manuel                             | Chilevisión |
| 2013       | Maldito corazón                       | Santiago Besoaín                   | Chilevisión |
| 2013       | Ecos del desierto                     | Joaquín Lagos                      | Chilevisión |
| 2014       | Los 80                                | Arturo González                    | Canal 13    |
| 2015       | Príncipes de barrio                   | Francisco Elizalde                 | Canal 13    |
| 2017       | 12 días que estremecieron Chile       | Miguel Mejías                      | Chilevisión |
| 2017       | Papá Mono                             | Eduardo Figueroa                   | Canal 13    |
| 2018       | Casa de Angelis                       | Agustín Riesco                     | TVN         |

## Videos musicales
| Año  | Título   | Artista        | Director       |
| ---- | -------- | -------------- | -------------- |
| 2010 | «Cabros» | Álex Anwandter | Álex Anwandter |

## Teatro
Director
- La Celestina (1982) - Protagonizada por Marés González.
- Aquí no paga nadie (1987)

Actor
- Provincia Kapital (2004)

## Historial electoral

### Elecciones de consejeros regionales de 2013
- Elecciones de consejeros regionales de Chile de 2013 por las comunas de Cerrillos, Estación Central y Maipú.

| Candidatos                    | Candidatos | Candidatos                   | Partido | Votos | Porcentaje | Condición          |
| Todos a La Moneda             | A-100      | Doris González Lemunao       | ILA     | 6500  | 2,79       |                    |
|                               | A-101      | Manuel Riffo Altamirano      | PH      | 4,812 | 2,07%      |                    |
|                               | A-102      | Felipe Venegas Martínez      | PH      | 7530  | 3,24%      |                    |
| Regionalistas                 | D-103      | Ignacio Araya Cerda          | PRI     | 2309  | 0,99%      |                    |
|                               | D-104      | Víctor Orellana Parra        | ILD     | 3212  | 1,38%      |                    |
|                               | D-105      | Eduardo Toledo Pinto         | ILD     | 1665  | 0,72%      |                    |
| Nueva Mayoría por Chile       | G-106      | Nadia Ávalos Olmos           | PCCh    | 17226 | 7,40%      |                    |
|                               | G-107      | Rodrigo Ketterer Yavar       | PPD     | 16126 | 6,93%      |                    |
|                               | G-108      | Luciano Pavez Sanhueza       | PPD     | 21394 | 9,20%      | Consejero regional |
| Nueva Constitución para Chile | H-109      | Osvaldo Navarro Jamett       | ILJ     | 2592  | 1,11%      |                    |
|                               | H-110      | Camilo Valenzuela Canelo     | ILH     | 5956  | 2,56       |                    |
| Si tú quieres, Chile cambia   | I-111      | Edgardo Bruna del Campo      | PRO     | 12850 | 5,52%      |                    |
|                               | I-112      | Pier Contreras Migueles      | PRO     | 3545  | 1,52%      |                    |
|                               | I-113      | Leonardo Insunza Flores      | ILI     | 4001  | 1,72%      |                    |
| Alianza                       | J-114      | Cathy Barriga Guerra         | ILJ     | 54844 | 23,57%     | Consejera regional |
|                               | J-115      | Pablo Peribonio Poduje       | ILJ     | 6056  | 2,60%      |                    |
|                               | J-116      | Roberto Sepúlveda Hermosilla | ILJ     | 15356 | 6,60%      |                    |
| Nueva Mayoría para Chile      | K-117      | Freddy Campusano Cerda       | PDC     | 15356 | 6,60%      | Consejero regional |
|                               | K-118      | Marcelo Carvallo Ceroni      | PS      | 12444 | 5,35%      |                    |
|                               | K-119      | Leonardo Grijalba            | PDC     | 11780 | 5,06%      |                    |